# Epworth (Georgia)
Epworth es un lugar designado por el censo ubicado en el condado de Fannin en el estado estadounidense de Georgia. En el año 2010 tenía una población de 480 habitantes.

## Geografía
Epworth se encuentra ubicado en las coordenadas 34°56′56″N 84°23′2″O / 34.94889, -84.38389.